# Ectopistidectes daptes
Ectopistidectes daptes är en insektsart som beskrevs av Rentz, D.C.F. 1985. Ectopistidectes daptes ingår i släktet Ectopistidectes och familjen vårtbitare. Inga underarter finns listade i Catalogue of Life.